# اسیر

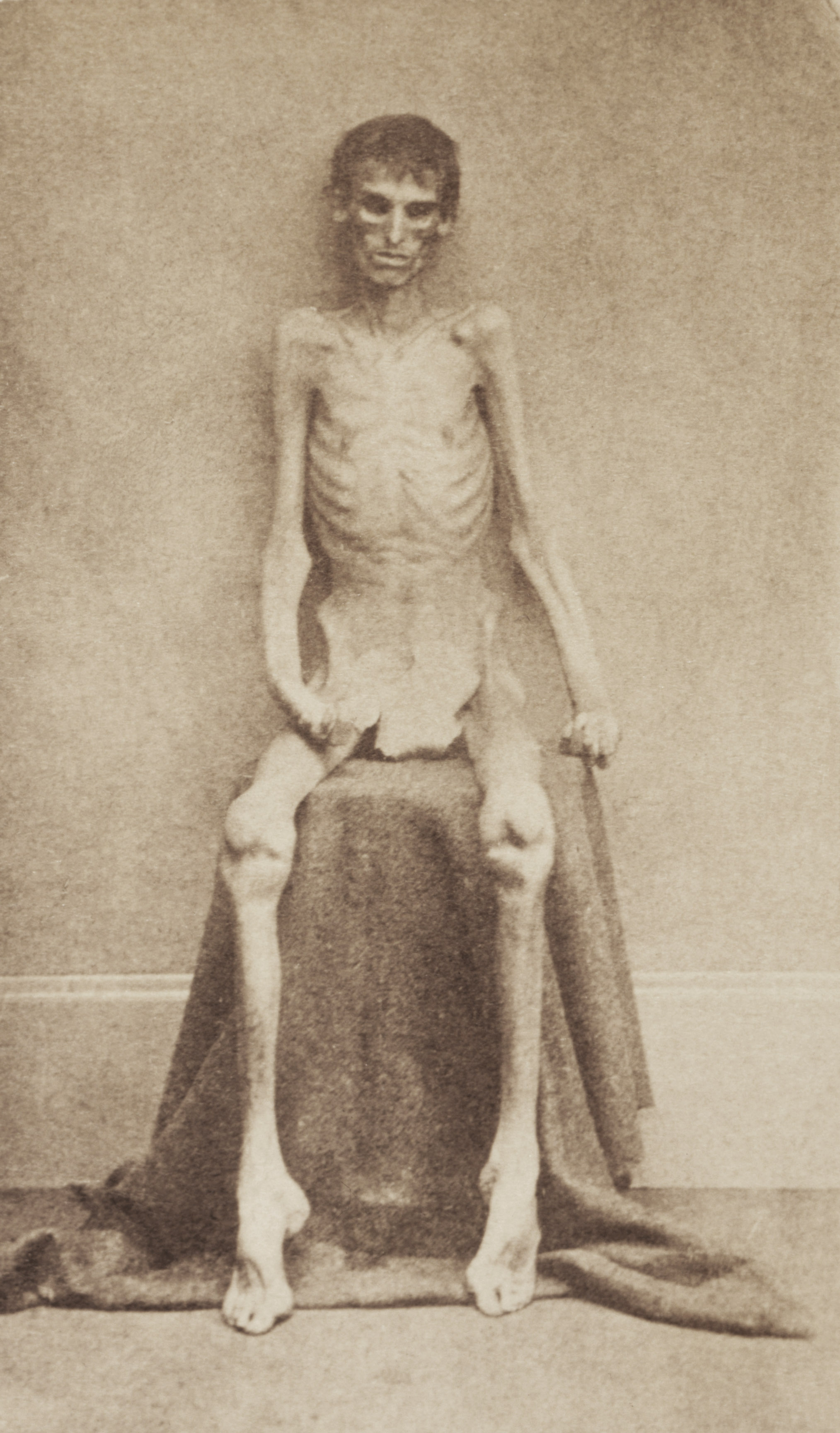
عکس از یک بازمانده زندان اندرسون پس از جنگ داخلی آمریکا در مه ۱۸۶۵

اسیر جنگی به شخصی نظامی یا غیرنظامی می‌گویند که در طول یک جنگ یا بلافاصله پس از پایان یک جنگ توسط نیروهای طرف مقابل دستگیر و به اسارت گرفته می‌شود.
اسیران جنگی دارای حقوقی هستند که در فصل دوم از ضمیمهٔ کنوانسیون ۱۹۰۷ لاهه به جزئیات رفتار با اسیران جنگی اشاره شده‌است. همچنین این حقوق در کنوانسیون سوم ژنو در سال ۱۹۲۹ و تجدید نظر آن در سال ۱۹۴۹ مفصل‌تر گردیده‌است. مادهٔ چهارم کنوانسیون ژنو به محافظت از افراد نظامی، برخی از جنگجویان چریکی و افراد خاص اشاره دارد که این محافظت از زمان اعلام آنها به عنوان اسیر تا عودت آنها به کشور خود ادامه دارد. یکی از اصلی‌ترین مفاد این قرارداد مبنی بر غیرقانونی بودن شکنجه اسرای جنگی می‌باشد و یک اسیر تنها لازم است نام، تاریخ تولد، رتبه و شماره سرویس (در صورت اطلاق) را اعلام کند.
با وجود این در کشورهای مختلف این تعهد بارها نادیده انگاشته شده و اسیران بسیاری شکنجه و مورد بدرفتاری قرار گرفته‌اند.
در طول تاریخ گاهی پادشاهان در جنگ‌ها اسیر می‌شدند، مثلاً در سال ۱۴۰ پیش از میلاد دیمتریوس دوم سلوکی به قوای مهرداد یکم اشکانی حمله می‌کند ولی شکست خورده و اسیر می‌گردد.

## زمان قدیم

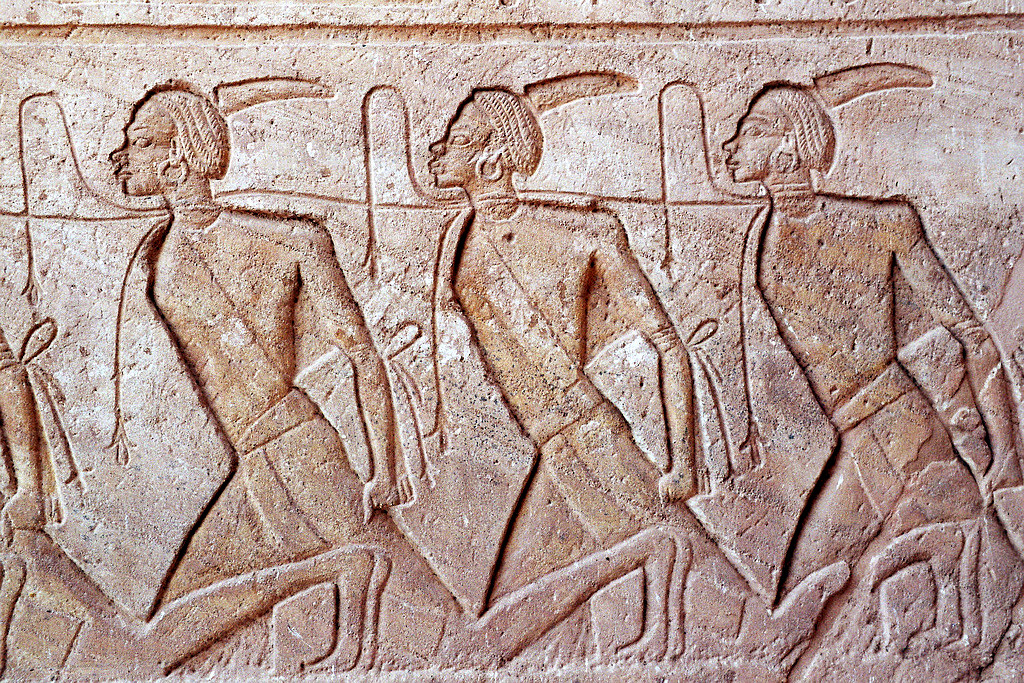
نقش کنده کاری شده اسیران جنگی در قرن سیزدهم در مصر

در بیشتر تاریخ بشر، بسته به فرهنگ و خلق و خوی فاتحین نبرد، طرف بازنده که خود را تسلیم می‌کردند و به عنوان اسیر جنگی گرفته می‌شدند همواره انتظار داشتند که یا به قتل برسند یا به بردگی گرفته شوند.
در روم باستان نیز گلادیاتورها می‌توانستند اسیر جنگی باشند. آنها بر اساس ریشه قومیت شان دسته‌بندی می‌شدند.

## قرون وسطی و رنسانس
در محاصره پاریس در سال ۴۶۴ در دوران شیلدریک یکم جنویو مقدس از پادشاه خواهان وضعیت بهتر برای زندانیان جنگی شد و پاسخ نیکو گرفت. کلوویس یکم بخاطر او زندانیان را آزاد کرد.

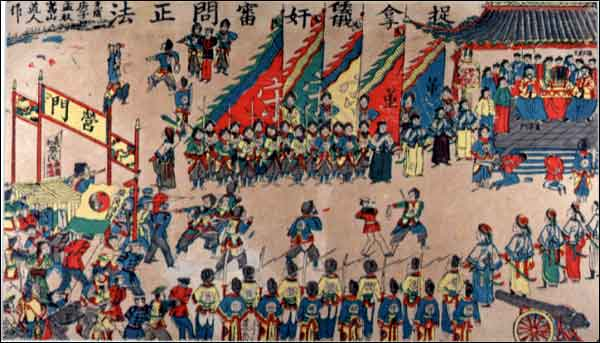
بازجویی اسیران روسی و ژاپنی توسط چینی‌ها در شورش مشتزن‌ها

## دوران جدید
پیمان صلح ۱۶۴۸ پیمان وستفالی که به جنگ سی ساله خاتمه داد این قانون را بنا نهاد که در پایان دوران تخاصم اسیران جنگی می‌بایست بدون هرگونه بها یا فدیه آزاد شوند. آنها باید بتوانند به وطن خود بازگردند.